# Corpus Inscriptionum Iudaeae/Palaestinae
Das Corpus Inscriptionum Iudaeae/Palaestinae (kurz CIIP) ist ein deutsch-israelisches Editionsprojekt zur antiken Epigraphik, das sich zum Ziel gesetzt hat, alle Inschriften, die auf dem Territorium des heutigen Israel/Palästina aus der Zeit der dortigen griechischen und römischen Herrschaft gefunden wurden, zu sammeln und herauszugeben.

## Konzept und Umfang
Der volle Titel lautet Corpus Inscriptionum Iudaeae/Palaestinae: A multi-lingual corpus of the inscriptions from Alexander to Muhammad. Als ungefähre zeitliche Eckpunkte wurden also der Beginn der griechischen Herrschaft über die Region unter Alexander dem Großen (332 v. Chr.) einerseits und die Eroberung durch die Araber (zwischen 638 und 640 n. Chr.) andererseits gewählt. In Einzelfällen, beispielsweise bei den Ostraka aus Idumäa, gehen die Herausgeber jedoch auch etwas über diese zeitliche Grenze hinaus, um den sachlichen Zusammenhang zu wahren. Aufgenommen werden alle Inschriften des Untersuchungsgebietes, unabhängig von der verwendeten Sprache; ausgeschlossen sind nur gestempelte Inschriften auf Massenware wie Ziegel oder Keramik. Die enthaltenen Texte sind hauptsächlich in den traditionellen Sprachen der Region (Hebräisch und diverse Spielarten des Aramäischen) und in den überregionalen Verkehrssprachen der Zeit (Altgriechisch und Latein), daneben aber auch in frühnordarabischen Dialekten (Thamudisch und Safaitisch), Nabatäisch und einigen weiteren Sprachen (beispielsweise Altgeorgisch, Altarmenisch, Koptisch, vereinzelt auch Phönizisch und dem altsüdarabischen Sabäisch) abgefasst.
Das gesamte Werk ist in englischer Sprache verfasst. Die Inschriften sind durchlaufend nummeriert. Die einzelnen Bände sind geographisch gegliedert und umfassen die Inschriften der Stadt Jerusalem (Band 1), von Caesarea und der mittleren Mittelmeerküste (Band 2), der südlichen Mittelmeerküste (Band 3), von Judäa (Band 4, einschließlich der Ostraka ohne genauen Fundort), Galiläa (Band 5, noch nicht erschienen) und des Negev (Band 6, noch nicht erschienen). Jeder Eintrag enthält neben dem Originaltext, gegebenenfalls einer Transliteration, einer Übersetzung und einem knappen Kommentar zur Lesung auch Angaben zum Inschriftenträger, dem Fundort und dem aktuellen Aufbewahrungsort, (soweit möglich) eine fotografische oder zeichnerische Abbildung sowie eine Bibliographie. Geplant ist außerdem ein allgemeiner Index, der nach Abschluss des Gesamtwerkes veröffentlicht werden soll.

## Entstehung und Rezeption
Das Corpus Inscriptionum Iudaeae/Palaestinae wird in einem Kooperationsprojekt der Universität zu Köln, der Hebräischen Universität Jerusalem und der Universität Tel Aviv erarbeitet. Die finanzielle Förderung erfolgte in der Anfangsphase durch die German-Israeli Foundation for Scientific Research & Development (1999–2001), anschließend durch die Israel Science Foundation (2001–2004) und schließlich durch die Deutsche Forschungsgemeinschaft (seit 2005). Auch die Mittel des Max-Planck-Forschungspreises, den der Herausgeber Werner Eck für das Jahr 2000 erhielt, wurden für die Finanzierung verwendet. Herausgeber sind (in alphabetischer Reihenfolge) Ohad Abudraham (ab Band V), Walter Ameling (ab Band II), Hannah M. Cotton, Leah Di Segni (nur Band I), Werner Eck, Avner Ecker (ab Band IV), Johannes Heinrichs (ab Band V), Benjamin Isaac, Alla Kuschnir-Stein († 2013), Haggai Misgav (bis 2018), Jonathan Price, Peter Weiß (ab Band IV), Israel Roll (nur Band I,1) und Ada Yardeni († 2018).
In der Fachwelt wurden die einzelnen Bände des Corpus sehr positiv aufgenommen.

## Bände
- Band I 1: Jerusalem. Teil 1, De Gruyter, Berlin/New York 2010, ISBN 978-3-11-022219-7 (Inschriften 1–704).
- Band I 2: Jerusalem. Teil 2, De Gruyter, Berlin/Boston 2012, ISBN 978-3-11-025188-3 (Inschriften 705–1120).
- Band II: Caesarea and the Middle Coast. De Gruyter, Berlin/Boston 2011, ISBN 978-3-11-022217-3 (Inschriften 1121–2160).
- Band III: South Coast. De Gruyter, Berlin/Boston 2014, ISBN 978-3-11-033746-4 (Inschriften 2161–2648).
- Band IV 1: Iudaea/Idumaea. Teil 1, De Gruyter, Berlin/Boston 2018, ISBN 978-3-11-053744-4 (Inschriften 2649–3324).
- Band IV 2: Iudaea/Idumaea. Teil 2, De Gruyter, Berlin/Boston 2018, ISBN 978-3-11-054364-3 (Inschriften 3325–3978).
- Band IV 3 Ostraca from Iudaea/Idumaea. Noch nicht erschienen.
- Band IV 4 Ostraca from Iudaea/Idumaea. Noch nicht erschienen.
- Band V 1: Galilaea and the Northern Regions. Teil 1, De Gruyter, Berlin/Boston 2023, ISBN 978-3-11-071356-5 (Inschriften 5876-6924).
- Band V 2: Galilaea and the Northern Regions. Teil 2, De Gruyter, Berlin/Boston 2023, ISBN 978-3-11-071358-9 (Inschriften 6925-7818).
- Band VI: Negev. In Vorbereitung; geplant für 2025.